# Irène Zack
Irène Zack es una escultora nacida en Rusia el año 1918 y residente en Vanves, Francia. Es hija del pintor Léon Zack.

## Vida y obra
De la escultora Irène Zack, la crítica de arte Lydia Harambourg ha escrito: 

« Irène Zack se inclinó hacia la abstracción espontáneamente, considerándola apta para expresar su verdad, su unidad interior, lejos de todas las corrientes es completamente independiente. De sus inicios, en los que se le vio trabajar el mosaico, ha conservado un interés por el orden y el equilibrio, la armonía entre las formas, las interferencias entre los espacios colectores del color y la luminosidad. Brancusi interviene: "Es tallando la piedra cuando se descubre el espíritu de la materia. La mano piensa y sigue al pensamiento de la materia ". Irene puede reclamar este acto de fe. En la intersección de las culturas y los movimientos estéticos plurales, la escultora Irène tomó su lugar, con humildad, pero con firmeza. Su fascinación por la vida, es múltiple, pero siempre imprevisible, enfundado en la materia dura que con dificultad la mano amorosa , le hizo realizar su obra en una vía de la que no se puede negar su autenticidad. Compromiso que convoca simultáneamente al naturalismo y lo simbólico, la geométrica y la metáfora, por una simbiosis intemporal de la naturaleza con los hombres.»

Irène Zack ha trabajado principalmente la piedra y el mármol. En los últimos años, su avanzada edad le previene de manipular bloques muy pesados, por lo que dibuja y pinta pasteles. Mostró sus primeras esculturas en 1962, en el Museo de las Artes Decorativas en París y nunca ha dejado de exponer, tanto en Francia como en el extranjero.
Ella ha obtenido numerosos encargos públicos y ha colaborado con la fábrica de moneda - la Monnaie- de París.
Una monografía le fue dedicada en 2008 por Lydia Harambourg.
Se le dedicó a Irène Zack una exposición en la Galería Gimpel & Müller de París, celebrada entre el 26 de noviembre de 2009 y el 12 de enero de 2010.
En octubre de 2010 fue galardonada con la Orden de las Arts y las Letras de Francia

## Algunas obras
Entre las obras de Irène Zack encontramos algunas tallas policromadas, realizadas para la decoración de iglesias, en algunos casos junto a su padre Lèon. Entre ellas:
- Education de la Vierge et femme portant une bougie, en la iglesia de Sain Vincent de Kirchberg (imagen)[5]